# 關素人
关素人（？—？），字崇任，广东开平人。中华民国政治人物。

## 生平
1924年2月至7月，关素人担任廣東省立第一中學校校长。
1925年10月6日，由加拿大國民黨總支部推選為參加中国国民党第二次全国代表大会加拿大代表。
1931年12月，当选为中国国民党第四届候补中央执行委员。1935年1月12日，出任国民政府立法院第四届立法委员，1945年10月22日辞免该职。